# Ivan Škafar
Ivan Škafar, slovenski katoliški duhovnik, zgodovinar, literarni zgodovinar. * 6. maj 1912, Beltinci; † 15. februar 1983, Radlje ob Dravi.

## Življenjepis
Rodil se je v kmečki družini v Slovenski krajini na Ogrskem očetu Martinu in materi Mariji (roj. Vöröš). V otroških letih se je preselil s svojim očetom v Združene države. V South Bendu, v zvezni državi Indiana je obiskoval osnovno šolo. Leta 1920 so se vrnili v Prekmurje in se naselili v Bratoncih. V Beltincih je majhen Ivan lahko dokončal osnovno šolo.
Sedem razredov realne gimnazije je obiskoval v Murski Soboti. Osmi razred in maturo je leta 1931 opravil v Ljubljani. Nato je začel študirati na mariborskem bogoslovju in bil že leta 1935 ordiniran. Do 1936 je kaplanoval v Prevaljah, do 1937 pa v Taboru pri Mariboru. Med 1938 in 1940 je bil izseljeniški duhovnik prekmurskih sezonskih delavcev v Vojvodini in Nemčiji. Potem je opravljal kaplansko službo v Slovenskih Konjicah. V tem času je pisal prispevke v knjižni slovenščini za časopis Naše duhovno življene v Buenos Airesu ter v prekmurščini za Novine, Marijin list in Kalendar Srca Jezušovoga.
V začetku okupacije Slovenije (1941) so ga Nemci zaprli in držali v zaporu v Mariboru, Brestanici in Zagrebu. Nekaj let je moral službovati na Madžarskem, najprej je kaplanoval v Alsóságu (1941–1942), nato v Karakóju (1942–1943) in Szepetneku (1943–1945). Leta 1945 se je vrnil v Slovenske Konjice in postal župnijski upravitelj v Kebelju, katero službo je opravljal do 1959. Od decembra 1949 do marca 1953 so ga zaprle jugoslovanske oblasti, kar mu je trajno načelo zdravje in ni mogel dokončati disertacije Prekmurski del beksinskega arhidiakonata do leta 1400 v zagrebški publikaciji Croatica christiana periodica III. 1964 je nastal papežev tajni komornik.
Leta 1959 so ga imenovali za župnijskega upravitelja in župnika v Radljah ob Dravi in za dekana vuzeniške dekanije. To delo je opravljal do 1976. Potem se je upokojil in se naselil v Radljah v domu svoje sestre, Martine (Tinike). V zadnjih letih se je posvečal znanstvenemu, raziskovalnemu in publicističnemu delu. Ima velik pomen v odkritju preteklosti Prekmurja, raziskovanju sezonstva in misijonarjev ter slovstva v prekmurščini in cerkvene zgodovine.
Njegov grob je na pokopališču v Bratoncih.